# Ларошфуко, Франсуа VI де
Франсуа́ VI де Ларошфуко́ (фр. François VI, duc de La Rochefoucauld; 15 сентября 1613 — 17 марта 1680) — герцог де Ларошфуко, французский аристократ и политический деятель из рода Ларошфуко, видный участник Фронды. При жизни отца (до 1650 года) носил титул учтивости принц де Марсийак. Известен в первую очередь как писатель, автор философско-моралистического сочинения «Максимы» и «Мемуаров».

## Биография
Детство и отрочество принца де Марсийака прошло в провинции Ангумуа, в замке Вертей, основной резиденции фамилии. «Его воспитание и обучение, равно как и одиннадцати его младших братьев и сестер, было достаточно небрежным. Как и полагалось провинциальным дворянам, он занимался преимущественно охотой и военными упражнениями». Но впоследствии, благодаря самообразованию, он становится одним из самых ученых людей Франции. При дворе он появился в 17-летнем возрасте, участвовал в Тридцатилетней войне. Будучи в оппозиции политике кардинала Ришельё и его преемника кардинала Мазарини, выступал на стороне королевы Анны Австрийской. В 1640-х годах занимал должность губернатора провинции Пуату. Принимал участие в движении Фронды; 2 июля 1652 года в битве с королевскими войсками у стен Парижа был тяжело ранен выстрелом в лицо и едва не потерял зрение. После вступления молодого короля Людовика XIV в мятежную столицу и поражения Фронды Ларошфуко по амнистии был отправлен в ссылку в Ангумуа, где поправлял разрушенное здоровье, занимался хозяйством и написанием «Мемуаров».
С конца 1650-х, получив полное прощение, поселился в Париже. Король назначает Ларошфуко солидную пенсию, сыновья его занимают выгодные и почетные должности. В разные годы занимая блестящее положение в обществе, Франсуа де Ларошфуко имел множество светских любовных интриг и пережил ряд личных разочарований, повлиявших на его творчество. В течение многих лет в его личной жизни играла роль герцогиня де Лонгвиль, любовь к которой вступала в противоречие с его карьерными устремлениями. Эта связь закончилась разрывом, который некоторые биографы считают причиной его мизантропии. Был дружен с госпожой де Лафайетт. Последние годы Ларошфуко были омрачены смертью сына и болезнями.

## Литературное наследие

### Автопортрет
Литературным дебютом Франсуа де Ларошфуко стал его автопортрет: Portrait de La Rochefoucauld fait par lui-même, опубликованный в сборнике, составленном в салоне мадемуазель де Монпансье: Recueil des Portraits et éloges en vers et en prose. Paris, 1659 (Коллекция портретов и похвалы в стихах и прозе).

Я среднего роста, гибок и правильно сложен, кожа у меня смуглая, но довольно гладкая, лоб открытый, в меру высокий, глаза черные, небольшие, глубоко посаженные, брови тоже черные, густые, но хорошо очерченные. Затрудняюсь сказать, какой формы у меня нос: на мой взгляд, он не вздернутый и не орлиный, не приплюснутый и не острый, скорее великоват, нежели мал, и слегка нависает над верхней губой. У меня большой рот, не слишком толстые и не слишком тонкие губы, почти всегда красные, а зубы белые и ровные. Мне как-то сказали, что подбородок у меня тяжеловат: я нарочно посмотрелся сейчас в зеркало, хотел проверить, так ли это, но решить не смог. Лицо не то квадратное, не то овальное, — какое именно, определить не берусь. Волосы черные, от природы вьются, притом изрядно длинные и густые, так что голова у меня, можно сказать, красивая.
На моем лице запечатлелось выражение досадливое и горделивое, поэтому многие считают меня заносчивым, хотя качество это мне вовсе чуждо… характер у меня меланхолический, и меланхолия эта так глубока, что в последние три-четыре года я смеялся не более трех-четырех раз. Однако она, мне кажется, была бы не столь тягостна и несносна, если бы проистекала только из свойств моей натуры; но у меня для нее столько посторонних причин и они так занимают мое воображение и переполняют ум, что чаще всего я погружен в задумчивость и молчу или отделываюсь ничего не значащими словами… Я не лишен ума и говорю об этом напрямик, ибо зачем бы я стал прикидываться? Кто не может без экивоков и ухищрений перечислить свои достоинства, тот, мне кажется, под напускной скромностью таит изрядную толику тщеславия и этим своим умалчиванием весьма ловко старается внушить окружающим высокое мнение о себе. А вот я не хочу, чтобы меня считали красивее, чем я себя рисую, или приятнее нравом, чем изображаю, или остроумнее и рассудительнее, чем в действительности. Итак, повторяю, я не лишен ума, но и его портит меланхолия…
— Портрет герцога Ларошфуко, им самим написанный.

### Мемуары
Первым большим трудом Ларошфуко явились его «Мемуары» (Mémoires sur la régence d’Anne d’Autriche). По собственному признанию автора, они были написаны лишь для нескольких близких людей и не должны были стать публичным достоянием. Но одна из многочисленных копий была напечатана в 1662 г. в Руане без ведома Ларошфуко. Текст был сильно искажен купюрами, добавлениями из других авторов. Ларошфуко отказался от авторства этих «Мемуаров» и даже обратился с жалобой в парижский парламент, который указом от 17 сентября 1662 года запретил их продажу. Подлинный текст «Мемуаров» издан в том же 1662 г. в Брюсселе (хотя на титульном листе значится Кёльн). «Мемуары» считаются ценным источником сведений о временах Фронды. В них Ларошфуко подробно описывает политические и военные события, стараясь придерживаться объективной точки зрения (и даже воздав должное заслугам Ришельё); о себе упоминает лишь изредка, иногда в третьем лице.

### Максимы
Результатом жизненного опыта Ларошфуко стали его «Максимы» (Maximes) — сборник афоризмов, составляющих цельный кодекс житейской философии. Как и в случае с «Мемуарами», первое издание было напечатано без ведома Ларошфуко — в Голландии, в 1664 г. и содержало 188 афоризмов. Первое авторское издание «Максим» вышло в 1665 году в Париже и состояло из 317 максим. При жизни Ларошфуко вышло еще четыре одобренных автором издания: в 1666 г. (302 максимы), в 1671 г. (341 максима), в 1675 г. (413 максим) и в 1678 г. (504 максимы). Ларошфуко крайне пессимистически смотрит на природу человека. Основной афоризм Ларошфуко: «Наши добродетели — это чаще всего искусно переряженные пороки». В основе всех человеческих поступков он усматривает самолюбие, тщеславие и преследование личных интересов. Изображая эти пороки и рисуя портреты честолюбцев и эгоистов, Ларошфуко имеет в виду преимущественно людей своего круга. Общий тон его афоризмов — крайне ядовитый. Особенно характерны его жестокие определения, острые и циничные; например: «Все мы обладаем достаточной долей христианского терпения, чтобы переносить страдания других людей». Литературное значение «Максим» считается существенным в историографии французской литературы.
На русском языке «Максимы» Франсуа де Ларошфуко впервые появились в XVIII в. и публиковались как отдельными изданиями, так и в журналах. Текст их был далеко не полным. В 1908 г. афоризмы Ларошфуко были изданы Л. Н. Толстым. В 1971 г. в серии Литературные памятники было осуществлено академическое издание «Мемуаров» и «Максим» на русском языке. В книгу, в частности, вошли: «Максимы и моральные размышления» (максимы 1—504), «Максимы, напечатанные посмертно» (505—562), «Максимы, исключенные автором из первых изданий» (563—639), а также «Размышления на разные темы» (19; не публиковались при жизни автора; первые 7 изданы в 1731 г., все 19 изданы Л.—Д. Жильбером и Ж. Гурдо в 1868 г. в 1 томе 3-томного полного Собрания сочинений Ларошфуко (Париж, 1868—1883)).

## Семья и дети
- Родители: Франсуа V (1588—1650), герцог де Ларошфуко и Габриелла дю Плесси-Лианкур (ум. 1672).
- Жена: (с 20 января 1628, Миребо) Андре де Вивонн (ум. 1670), дочь Андре де Вивонн, сеньора де ла Беродье и Марии Антуанетты де Ломени. Имели 8 детей:

1. Франсуа VII (1634—1714), герцог де Ларошфуко
2. Шарль (1635—1691), рыцарь Мальтийского ордена
3. Мари Катрин (1637—1711), известна как Мадмуазель де Ларошфуко.
4. Генриетта (1638—1721), известна как Мадмуазель де Марсийак.
5. Франсуаза (1641—1708), известна как Мадмуазель д’Анвиль
6. Анри Ахилл (1642—1698), аббат де Ла Шез-Дье
7. Жан Батист (1646—1672), известен как Шевалье де Марсийак
8. Александр (1665—1721), известен как Аббат де Вертейль

- Внебрачная связь: Анна Женевьева де Бурбон-Конде (1619—1679), герцогиня де Лонгвиль, имели сына:

1. Шарль Парис д’Орлеан-Лонгвиль[10] (1649—1672), герцог де Лонгвиль, был одним из кандидатов на польский престол.

## Влияние на массовую культуру
Историю о подвесках королевы Анны Австрийской, лёгшую в основу романа «Три мушкетера», Александр Дюма взял из «Мемуаров» Франсуа де Ларошфуко. В романе «Двадцать лет спустя» Ларошфуко выведен под своим прежним титулом — принц де Марсийак, как человек, пытающийся убить Арамиса, также пользующегося благосклонностью герцогини де Лонгвиль. Согласно Дюма, даже отцом ребёнка герцогини был не Ларошфуко (как настойчиво утверждали слухи того времени), а именно Арамис (вымышленный персонаж, не имевший прототипа).